# Brzeziny (gmina, Łódź)
Pour les articles homonymes, voir Brzeziny.
Brzeziny est une gmina rurale (gmina wiejska) du powiat de Brzeziny, dans la Voïvodie de Łódź, dans le centre de la Pologne.
Son siège administratif (chef-lieu) est la ville de Brzeziny, bien qu'elle ne fasse pas partie du territoire de la gmina.
La gmina couvre une superficie de 106,37 km2 pour une population de 5 276 habitants en 2006.

## Histoire
De 1975 à 1998, la gmina est attachée administrativement à la voïvodie de Skierniewice.

Depuis 1999, elle fait partie de la voïvodie de Łódź.

## Géographie
La gmina inclut les villages et localités de :

Localisation de la gmina dans le powiat

- Adamów
- Bielanki
- Bogdanka
- Bronowice
- Buczek
- Dąbrówka Duża
- Dąbrówka Mała
- Eufeminów
- Gaj
- Gałkówek-Kolonia
- Grzmiąca
- Helenów
- Helenówka
- Henryków
- Ignaców
- Jabłonów
- Janinów
- Jaroszki
- Jordanów
- Kędziorki
- Małczew
- Marianów Kołacki
- Michałów
- Paprotnia
- Pieńki Henrykowskie
- Poćwiardówka
- Polik
- Przanówka
- Przecław
- Rochna
- Rozworzyn
- Sadowa
- Ściborów
- Stare Koluszki
- Strzemboszowice
- Syberia
- Szymaniszki
- Tadzin
- Teodorów
- Tworzyjanki
- Witkowice
- Żabiniec
- Zalesie

### Gminy voisines
La gmina de Brzeziny est voisine de :
- la ville de :
  - Brzeziny ;
- et des gminy de :
  - Andrespol
  - Dmosin
  - Godziesze Wielkie
  - Koluszki
  - Nowosolna
  - Rogów
  - Stryków

## Structure du terrain
D'après les données de 2007, la superficie de la commune de Brzeziny est de 106,64 kilomètres carrés, répartis comme tel :
- terres agricoles : 74%
- forêts : 21%

La commune représente 29,74% de la superficie du powiat.

## Démographie
Données du 31 décembre 2007 :
| Description        | Total  | Total | Femmes | Femmes | Hommes | Hommes |
| ------------------ | ------ | ----- | ------ | ------ | ------ | ------ |
| Unité              | Nombre | %     | Nombre | %      | Nombre | %      |
| Population         | 5 404  | 100   | 2 793  | 51,7   | 2 611  | 48,3   |
| Densité (hab./km²) | 51     | 51    | 26     | 26     | 25     | 25     |